# Rötsimpa
Rötsimpa (Myoxocephalus scorpius) hör till familjen simpor i ordningen kindpansrade fiskar.

## Utseende
Rötsimpan har ett stort huvud med en bred, köttig mun och en kraftig, bakåt avsmalnande kropp färgad i gråbrunt med mörkare fläckar. Den har två ryggfenor. Fenorna liksom buken har talrika ljusa fläckar. Längs med sidolinjen har den en rad med knöliga benutskott. Rötsimpan blir upp till 60 cm lång, längst i arktiska områden. Vikten kan uppgå till 1,1 kilogram.

## Utbredning
I norra Atlanten från James Bay i Kanada till New York i USA; vidare österut över Grönland, Jan Mayen, Island, Spetsbergen och via norska kusten till Barents hav. Går åt sydöst till Brittiska öarna, Nordsjön och Östersjön; söderut till Biscayabukten.

## Vanor
Lever i brack- och saltvatten på grunda bottnar ner till 15 meters djup. Går djupare i arktiska vatten, ner till 250 m. Födan utgörs av kräftdjur och fisk. Livslängd upp till 6 år.

## Fortplantning
Rötsimpan leker under vintern på grunt vatten. Inför parningen blir hanens buk kraftigt färgad i klarrött eller blågrönt. Rötsimpan är äggläggande, men har inre befruktning precis som hornsimpan; hanen håller fast honan och för in sitt parningsorgan i henne. Honan lägger upp till 3 000 ägg i klumpar på bottnen. Efteråt vaktar hanen äggen, som kläcks efter 4 till 6 veckor. De nykläckta ynglen är pelagiska men övergår till bottenliv efter några månader, när de har uppnått en längd av 3 till 4 cm.

## Ekonomisk betydelse
Dess ekonomiska betydelse är liten. Den förtärs i arktiska trakter, men inget kommersiellt fiske bedrivs. Den förekommer även i saltvattensakvarier. 

## Alternativa namn
Rötsimpan har många folkliga namn, som broksimpa, hornskalle, krusulke, skallknekt, skinnskrabba, skrabb, skrabba, skälryta, ulk, ulke och vildkråksimpa.